# Lake Quill
Der Lake Quill ist ein See in der Region Southland auf der Südinsel von Neuseeland.

## Geographie
Der Lake Quill befindet sich im Fiordland National Park, rund 20 km südwestlich des Milford Sound/Piopiotahi. Der auf einer Höhe von 979 m liegende See ist von bis zu 1885 m hohen Bergen umgeben, die bis auf den südlichen Teil des Sees steil zum Gewässer hin abfallen. Mit einer Flächenausdehnung von rund 1,16 km² dehnt sich der Lake Quill über 1,45 km in Nord-Süd-Richtung aus und misst an seiner breitesten Stelle rund 1,27 km in Ost-West-Richtung.
Die beiden einzigen bedeutsamen Wasserzuläufe finden von Süden und von Westen her statt, wobei das von Westen her zulaufende Wasser von einem rund 24 Hektar großen Gebirgssee stammt, der rund 500 m entfernt auf einer Höhe von 1325 m seinen Wasserspiegel hat.
Hinter dem nördlich liegenden Abfluss des Lake Quill stürzen sich die Wässer des Sees über die Sutherland Falls über 580 m in die Tiefe.

## Trivia
Ein Foto vom gegenüberliegenden Ufer Richtung Wasserfall ist ein bekanntes Hintergrundbild von Windows 10.